# Agneta Herlitz
Agneta Herlitz, född 16 februari 1962 i Stockholm, är en svensk professor i psykologi.
Agneta Herlitz utbildade sig till psykolog vid Umeå universitet där hon blev filosofie doktor i psykologi 1991 på avhandlingen Remembering in Alzheimer's disease : utilization of cognitive support och forskade/undervisade därefter i nämnda ämne vid bland annat Stockholm Gerontology Research Center, Stockholms universitet och Karolinska institutet fram till 2008, då hon utnämndes till professor i åldrandets psykologi vid Karolinska Institutet. År 2004-2005 verkade hon som "visiting professor" vid Max Planck-sällskapet, Berlin. Agneta Herlitz är vid sidan av sin forskning på Karolinska Institutet även verksam vid Karolinska Institutets psykologprogram. Agneta Herlitz har forskat om demens (Alzheimers sjukdom) samt på senare tid även könsskillnader avseende kognition.